# Eddie Tran
Eddie Tran, född 11 juni 1997, är en svensk fotbollsspelare som spelar för Lunds BK.

## Karriär
Trans moderklubb är Kulladals FF. 
Den 24 januari 2018 värvades Tran av Varbergs BoIS, där han skrev på ett tvåårskontrakt. Tran gjorde sin Superettan-debut den 3 april 2018 i en 2–0-förlust mot Örgryte IS. I januari 2019 värvades han av division 1-klubben Kristianstad FC.
I januari 2020 värvades Tran av Torns IF. I januari 2021 gick han till Lunds BK. Inför säsongen 2023 värvades Tran av AFC Eskilstuna, där han skrev på ett treårskontrakt. I februari 2024 återvände Tran till Lunds BK.